# Street Gang: How We Got to Sesame Street
Street Gang: How We Got to Sesame Street ist ein Dokumentarfilm von Marilyn Agrelo, der Ende Januar 2021 beim Sundance Film Festival seine Premiere feierte und am 23. April 2021 in ausgewählte US-Kinos kam. Der Film basiert auf einem Buch von Michael Davis und gewährt einen Einblick in die Entstehung der Sesame Street.

## Inhalt
Der Film verwendet Filmmaterial und alte und neue Interviews, um einen Blick hinter der Entstehung der Sesame Street zu werfen.

## Hintergrund

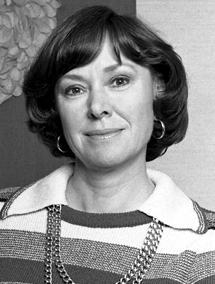
Joan Ganz Cooney

Der Produzent und Regisseur Jon Stone arbeitete vom ersten Tag an bis zu seinem Tod im Jahr 1997 mit an der Entwicklung und der Konzeption der Sesame Street, einer Fernsehserie für Kinder im Vorschulalter. Er, Joan Ganz Cooney und der damalige Vizepräsident der Carnegie Foundation und Psychologe Lloyd Morrisett hatten sich vorgenommen, das Gesicht der pädagogischen Unterhaltung für Kinder zu verändern, insbesondere in Bezug auf Kinder, die in den Städten aufwuchsen. Das Konzept von Bildungsfernsehen und die dahinter stehende Idee war Ende der 1960er Jahre den meisten Menschen völlig fremd. Cooney jedoch wollte die Macht des Fernsehens und seinen Einfluss auf Kinder nutzen. Generell sollten alle Kinder erreicht werden, besonders jedoch solche, die in der Schule nicht mehr mitkamen.
Aufgrund des stark integrativen Charakters der geplanten Serie für Kinder aus unterschiedlichsten sozialen Schichten entwickelte man die Idee, die Sesame Street in New York City anzusiedeln, in einer Gegend, die sich für das junge Publikum real anfühlte, das sie insbesondere ansprechen wollten. So entwickelten sie ein Filmset, vor der Kulisse von Brownstone-Apartments und einer Vielzahl von Geschäften und somit eine Welt, mit der sich viele Kinder identifizieren konnten. Der Titel der Fernsehserie leitet sich vom Spruch „Sesam öffne dich“ aus der Geschichte um Ali Baba ab, im Englischen „Open Says Me“, ausgesprochen „Open Sesame“.

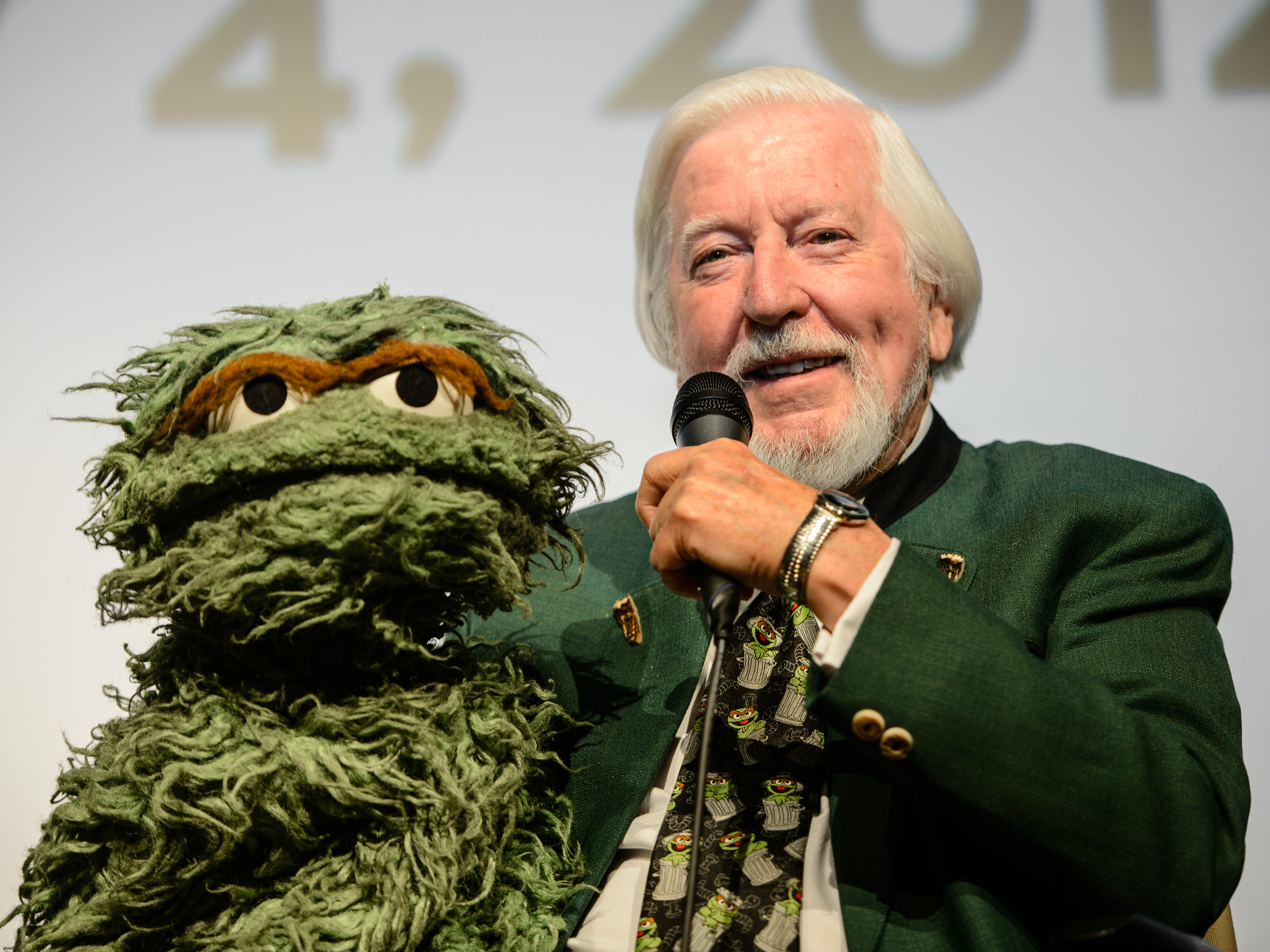
Oscar, hier mit seinem Spieler Caroll Spinney, zeigt, dass es in Ordnung ist, sich manchmal mürrisch zu fühlen

Man holte Jim Henson ins Boot, dessen Puppen bereits aus dem Fernsehen bekannt waren, wo sie in Werbespots eingesetzt wurden. Ursprünglich sollten reale Schauspieler die Sesame Street bewohnen, die im Hintergrund die Geschichten der Puppen erzählen. Letztlich schuf man eine Umgebung, in der sowohl Menschen als auch Puppen leben, im selben Universum nebeneinander. Hierdurch wurden die Konzepte von Vielfalt und Gemeinschaft verstärkt und gleichzeitig das gegenseitige Verständnis und die Akzeptanz untereinander gefördert. So wurden in der Serie auch Figuren gezeigt, die nicht der Norm entsprachen. Oscar The Grouch etwa, mit seinen meist düsteren Gedanken, sollte zeige, dass es in Ordnung ist, sich manchmal mürrisch zu fühlen. Ernie und Bert hatten den Kindern gezeigt, dass man auch der beste Freund von jemandem sein kann, der ganz anders ist, als man selbst. So wurde jede Figur mit ganz eigenen Persönlichkeitsmerkmalen ausgestattet.
Ursprünglich als eine damals revolutionäre Kombination aus Kinderunterhaltung und pädagogischem Unterricht konzipiert, hat Sesame Street seine ambitionierten Ziele fünf Jahrzehnte weiter verfolgt und ergänzt. Die Sendung wurde in über 150 Ländern auf der ganzen Welt gezeigt und an die jeweiligen Bedingungen vor Ort angepasst.

## Produktion
Der Film basiert auf dem Buch Street Gang: The Complete History of ‘Sesame Street‘ von Michael Davis aus dem Jahr 2008. Er war von 1998 bis 2007 leitender Redakteur bei TV Guide und hatte zum 35. Geburtstag der Sesame Street im Jahr 2004 einen Artikel in der Programmzeitschrift veröffentlicht. Hieraus entwickelte Davis das Buch und verbrachte fünf Jahre mit dem Recherchieren und Schreiben. Dabei arbeitete er eng mit Joan Ganz Cooney zusammen.

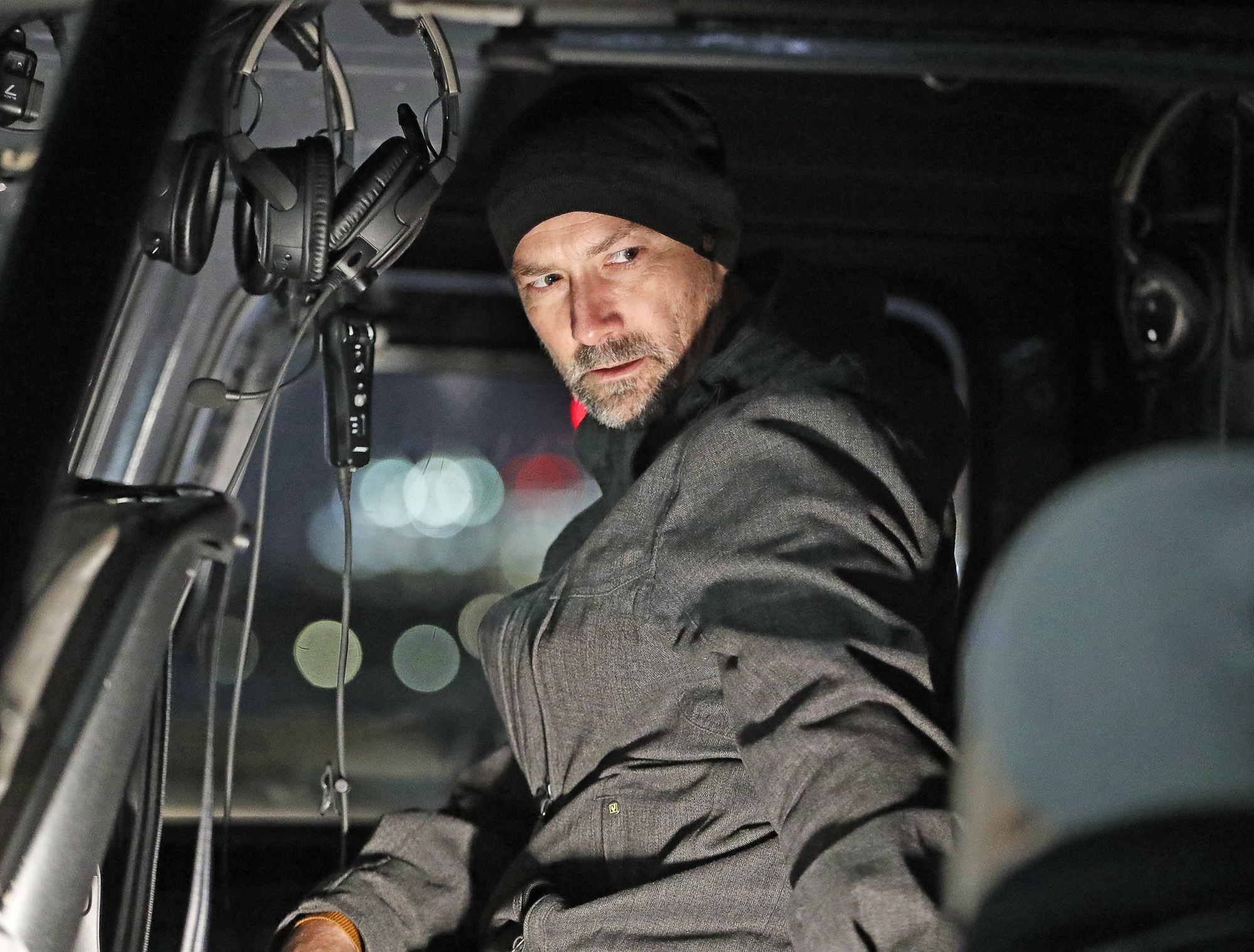
Kameramann Luke Geissbühler

Regie führte Marilyn Agrelo. Deren Regiedebüt, der Dokumentarfilm Mad Hot Ballroom, war 24 Wochen lang in den US-Kinos zu sehen und befindet sich dort gemessen am Einspielergebnis auf Platz 25 unter den Dokumentarfilmen. Sie arbeitete zuvor auch an einzelnen Folgen von Sesame Street mit. Als Kameramann fungierte Luke Geissbühler.
Der Soundtrack stammt von T. Griffin.
Erste Vorstellungen fanden ab 30. Januar 2021 beim aufgrund der COVID-19-Pandemie hybrid veranstalteten Sundance Film Festival statt. Im April 2021 wurde er beim Seattle International Film Festival gezeigt. Am 23. April 2021 kam er in ausgewählte US-Kinos. Ende April, Anfang Mai 2021 wurde er beim Hot Docs Canadian International Documentary Festival gezeigt. Street Gang: How We Got to Sesame Steet wurde von den Machern für eine Oscar-Nominierung in der Kategorie Best Documentary Feature eingereicht.

## Rezeption

### Kritiken
Der Film konnte bislang 95 Prozent aller Kritiker bei Rotten Tomatoes überzeugen und erhielt hierbei eine durchschnittliche Bewertung von 8,2 der möglichen 10 Punkte. Auf Metacritic erhielt er einen Metascore von 82 von 100 möglichen Punkten.
Brian Tallerico erklärt, die Struktur von Street Gang ähnele der der Sendung, und der Film sei lehrreich. Mit den Interviews mit wichtigen Akteuren wie Joan Ganz Cooney, Christopher Cerf und den Kindern des inzwischen verstorbener Schöpfers und mit Interviews und Filmmaterial von früher, das hinter die Kulissen blickt, mache der Film erfahrbar, wie revolutionär diese Art des Bildungsfernsehens vor einem halben Jahrhundert gewesen sein muss. Leider kämen einige Personen zu kurz, so Matt Robinson und Joe Raposo, ebenso Jim Henson und Frank Oz, denen man ganze eigene Dokumentarfilme widmen könnte.
Kate Erbland von IndieWire schreibt, der Film nehme eine faszinierende Wendung, als Marilyn Agrelo einen frühen Boykott der Mississippi Authority for Educational Television untersucht, die sich dafür einsetzte, die Sesame Street abzusetzen, wohl weil der multikulturelle Ansatz der Sendung bei der rein weißen Zuschauerschaft nicht ankam. Überwiegend sei Street Gang darauf bedacht, die sonnigen Elemente der Sesame-Street-Geschichte zu erzählen, befasse sich jedoch auch mit einem dunkleren Moment, so als man die schwarze Figur Roosevelt Franklin aus der Sendung nahm, ein lernbegieriger Junge, der von den Mitgliedern der Black Community dafür oft verspottet wurde. Der Puppenspieler Matt Robinson, der die Figur spielte, hatte daraufhin damit gedroht, ebenfalls auszusteigen. Einiges mag Street Gang vielleicht beschönigen, zeige aber dennoch, das gute Herz, das in der Sesame Street steckte und bis heute steckt, so Erbland.

### Auszeichnungen
Critics Choice Documentary Awards 2021
- Nominierung als Best Archival Documentary[15]

Detroit Film Critics Society Awards 2021
- Nominierung als Bester Dokumentarfilm[16]

Seattle International Film Festival 2021
- First runner-up beim Golden Space Needle Award (Marilyn Agrelo)[17]